# شاهزاده تسونه‌ناگا
شاهزاده تسونه‌ناگا (به ژاپنی: 恒良親王, Tsunenaga-shinnō); ۱ ژانویهٔ ۱۳۲۵ – ۲۰ آوریل ۱۳۴۶) اهل ژاپن بود. یکی از پسران امپراتور ژاپن امپراتور گودایگو، از همسر غیراصلی اش آنو رنشی بود.